# Петрона
Петрона (итал. Petronà) је насеље у Италији у округу Катанцаро, региону Калабрија.
Према процени из 2011. у насељу је живело 2448 становника. Насеље се налази на надморској висини од 897 м.

## Становништво
Према резултатима пописа становништва 2011. у општини је живело 2.685 становника.
| 1931. | 1936. | 1951. | 1961. | 1971. | 1981. | 1991. | 2001. | 2011. |
| ----- | ----- | ----- | ----- | ----- | ----- | ----- | ----- | ----- |
| 2.936 | 3.051 | 3.487 | 3.485 | 3.155 | 3.221 | 3.310 | 3.010 | 2.685 |